# ク山の戦い
朐山の戦い（くざんのたたかい）は、中国の南北朝時代に朐山（現在の江蘇省連雲港市海州区）において起こった南朝梁軍と北魏軍の間の戦いである。

## 経緯
511年3月、琅邪郡の民の王万寿が南朝梁の東莞琅邪二郡太守の劉晣を殺し、朐山に拠って北魏に降った。北魏の徐州刺史の盧昶は、琅邪戍主の傅文驥を派遣して朐山に拠らせた。南朝梁の振遠将軍馬仙琕と安北将軍の張稷がこれを討つべく朐山に向けて進発した。5月、馬仙琕が朐山を包囲すると、盧昶は北魏軍を率いて朐山におもむいた。張稷が梁軍の食糧の運搬を担当して補給線を確保した。南朝梁の武帝はたびたび兵を送って朐山の包囲を助けさせた。秋、盧昶が兵6000の援軍と、10万石の米を要請すると、北魏の宣武帝は兵4000を送った。11月、宣武帝は揚州刺史の李崇らに命じて寿春の兵を朐山の援軍として送らせた。朐山城内の食糧が尽きると、傅文驥が朐山城を明け渡して南朝梁に降った。12月、盧昶は先に逃げだし、北魏の諸軍は相次いで潰走した。おりしもの大雪のため、北魏の兵士は凍死したり、手足を落としたりする者が続出した。馬仙琕は北魏軍を追撃して大勝をおさめた。200里のあいだに北魏兵の遺体が散乱し、生き残った者は10人のうち1人2人といった惨状であった。盧昶は単騎で逃走して、兵権の象徴である節すら捨てており、その儀衛も全滅していた。盧昶は郯城に到着すると、趙遐に節を借りて敗軍を収拾しようとした。宣武帝は黄門侍郎の甄琛に命じて盧昶を逮捕させ、その敗状を糾明すると、趙遐らを含めてみな免官させた。北魏軍の諸将は惨憺たる様相であったが、ただ蕭宝寅だけが自分の部隊をまとめて帰還していた。